# Opper-Oostenrijk
Opper-Oostenrijk (Duits: Oberösterreich, Beiers: Owerésterraich; tot 1918 Österreich ob der Enns en van 1938-1945 Oberdonau geheten) is een deelstaat (Bundesland) van Oostenrijk. De hoofdstad is Linz, die met 213.557 inwoners (2025) tevens de grootste stad van de deelstaat is. Opper-Oostenrijk grenst aan Duitsland en Tsjechië en aan de Oostenrijkse Bundeslanden Neder-Oostenrijk, Stiermarken en Salzburg.

## Demografie
In januari 2025 had Opper-Oostenrijk 1.535.519 inwoners en een bevolkingsdichtheid van 128 inwoners per km². Daarmee is Opper-Oostenrijk in termen van inwoners de op twee na grootste deelstaat van de negen deelstaten van Oostenrijk. Wenen en Neder-Oostenrijk hebben beide meer inwoners.

### Demografische evolutie 1985-2025
(x 1.000 inwoners)
Bron: https://statcube.at/statistik.at/ext/statcube/jsf/tableView/tableView.xhtml

## Geografie
Opper-Oostenrijk heeft een oppervlakte van 11.980 km² en is daarmee het vierde district naar oppervlakte. Het bestaat uit vier historische kwartieren: het Mühlviertel in het noordoosten, het Traunviertel in het zuidoosten, het Innviertel in het noordwesten en het Hausruckviertel in het zuidwesten.
Het Innviertel, dat eerder Beiers was, werd in 1779 bij Opper-Oostenrijk gevoegd. Tot dat jaar was het Machlandviertel het vierde kwartier. Dit gebied behoort sindsdien tot het Mühlviertel.

## Onderverdeling
Opper-Oostenrijk is onderverdeeld in 3 zelfstandige steden (Statutarstädte) en 15 districten (Bezirke).

### Zelfstandige steden
- Linz
- Steyr
- Wels

### Districten
- Braunau am Inn
- Eferding
- Freistadt
- Gmunden
- Grieskirchen
- Kirchdorf an der Krems
- Linz-Land
- Perg
- Ried im Innkreis
- Rohrbach
- Schärding
- Steyr-Land
- Urfahr-Umgebung
- Vöcklabruck
- Wels-Land

## Politiek
Opper-Oostenrijk heeft een eigen parlement (de Landdag van Opper-Oostenrijk, die 56 leden telt) en een deelstaatregering met aan het hoofd een gouverneur (Landeshauptmann genoemd).
In tegenstelling tot de andere acht Oostenrijkse deelstaatparlementen, die om de vijf jaar worden gekozen, vinden verkiezingen voor de Landdag van Opper-Oostenrijk om de zes jaar plaats. Sinds 1945 is de christendemocratische ÖVP vrijwel altijd de grootste partij in de Landdag van Opper-Oostenrijk geweest, uitgezonderd de periode 1967–1973.
Bij de recentste verkiezingen op 26 september 2021 werd de ÖVP met 37,6% van de stemmen opnieuw de grootste partij. Er werd een coalitie wordt gevormd met rechtspopulistische FPÖ. De volgende verkiezingen staan gepland in 2027.